# Lago Quiroga
Il lago Quiroga è un lago del dipartimento di Río Chico, nella provincia di Santa Cruz, in Argentina.